# Dominikanki z klasztoru św. Katarzyny z Zoffingen
Dominikanki (nauczycielki) z klasztoru św. Katarzyny z Zoffingen w Konstancji (Dominkanerinnen (Lehrerinnen) vom sankt Katharinakloster Zoffingen zu Konstanz) – autonomiczny klasztor dominikanek tercjarek założony przez Burkharta z Zoffingen w 1257, początkowo jako augustianki II zakonu św. Augustyna. W 1970 miały 3 domy filialne i 64 siostry.
W 1318 przeszły do II zakonu św. Dominika, miały więc charakter ściśle kontemplacyjny. W roku 1773 na wniosek cesarzowej Marii Teresy podjęły się nauczania córek żołnierzy austriackich z garnizonu w Konstancji, dzięki czemu uniknęły kasaty grożącej zakonom kontemplacyjnym na skutek józefinizmu. Do III zakonu regularnego św. Dominika przeszły w XIX w., zajmowały się odtąd edukacją dzieci i młodzieży. W latach 1896–1916 prowadziły w Konstancji seminarium nauczycielskie, od 1924 pracowały jako katechetki w Karlsruhe, w którym od 1928 posiadały liceum żeńskie zamknięte w 1940. Od 1945 prowadzą w Konstancji szkołę zawodową, szkołę podstawową, schronisko dla dzieci i zakład wychowawczy dla łącznie ok. 750 dziewcząt, w Karlsruhe liceum i szkołę zawodową a przy filii w Trauchgau szkołę krawiecką i przedszkole.